# Saucedilla
Saucedilla – gmina w Hiszpanii, w prowincji Cáceres, w Estramadurze, o powierzchni 60,41 km². W 2011 roku gmina liczyła 857 mieszkańców.